# Вејверли (Мисури)
Вејверли (енгл. Waverly) град је у америчкој савезној држави Мисури.

## Демографија
По попису из 2010. године број становника је 849, што је 43 (5,3%) становника више него 2000. године.
| Група             | 2000.       | 2010.       |
| Белци             | 776 (96,3%) | 774 (91,2%) |
| Афроамериканци    | 6 (0,7%)    | 18 (2,1%)   |
| Азијати           | 1 (0,1%)    | 2 (0,2%)    |
| Хиспаноамериканци | 10 (1,2%)   | 52 (6,1%)   |
| Укупно            | 806         | 849         |